# Nicola Leali
Nicola Leali (Castiglione delle Stiviere, 17. veljače 1993.) talijanski je nogometaš koji trenutačno igra za belgijski Zulte Waregem, na posudbi iz Juventusa. Leali je jedna od najvećih mladih nada talijanskog nogometa, a i prije dolaska u Juventus mnogi su ga počeli uspoređivati s legendarnim Gianluigijem Buffonom.

## Klupska karijera

### Brescia
Leali je za Bresciu debitirao tijekom sezone 2011./12. u Serie B nakon što je Matteo Sereni napustio klub. Imao je impresivan početak karijere u dobi od samo 18 godina i to kao produkt Brescijine nogometne škole. U drugom dijelu sezone Leali je preselio na klupu jer je nakon interesa nekoliko velikih europskih klubova za njega odlučeno da Michele Arcari bude prvi izbor. Tijekom te sezone sakupio je 17 nastupa za seniorsku momčad Brescie uz nekoliko odličnih obrana.

### Juventus F.C.
Juventus F.C. se povezivao s dovođenjem Lealija od ljeta 2011., a Nicola je konačno stigao u Torino početkom lipnja 2012. kada je prošao liječničke preglede i postao novim igračem Juventusa.

## Vanjske poveznice
- Profil na Transfermarktu
- Profil na Soccerwayu